# Samuel Rosenthal
 Samuel Rosenthal  (Suwałki, Polònia, 7 de setembre de 1837 – Neuilly-sur-Seine, França, 12 de setembre de 1902), fou un jugador d'escacs jueu, d'origen polonès, nacionalitzat francès.

## Biografia
Rosenthal va estudiar dret, i es va mudar des de Varsòvia a París, durant la Revolució Polonesa de 1864, després de la fallida de la Revolta de Gener. A París, hi va esdevenir jugador i escriptor d'escacs professional.
L'historiador dels escacs Edward Winter n'ha escrit, "Va dedicar la seva vida al joc dels escacs, viatjant, escrivint, ensenyant, i analitzant. A despit que participava només ocasionalment en torneigs de primer nivell, aconseguí victòries contra tots els millors jugadors mundials del moment, (Anderssen, Blackburne, Txigorin, Mackenzie, Mason, Paulsen, Steinitz i Zukertort). Va assolir també molt de renom com a showman dels escacs: va donar moltes exhibicions de simultànies i d'escacs a la cega, produint invariablement belles partides.

## Resultats destacats en competició

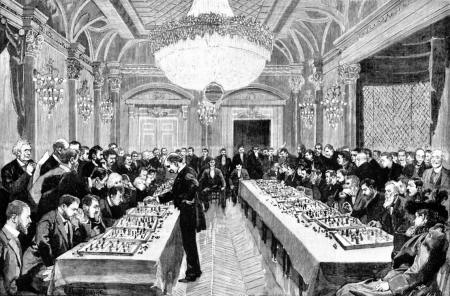
Exhibició de simultànies de Samuel Rosenthal a París, 1867, protagonitzant un dels actes escaquístics paral·lels a l'Exposició Universal d'aquell any.

El 1864, perdé un matx contra Ignatz von Kolisch (+1 –7 =0) a París. Va guanyar el campionat del Café de la Régence els anys 1865, 1866, i 1867 a París, i va esdevenir el millor jugador de França. El 1867, fou 9è al Torneig de París 1867 (el campió fou von Kolisch), i va perdre un matx contra Gustav Neumann (+0 –5 =6) a París. El 1869, va perdre novament dos matxs contra Neumann (+1 –3 =1) i (+2 –4 =1). El juliol de 1870 va participar en el Torneig de Baden-Baden, considerat el més fort de la història fins al moment (hi fou 8è, el campió fou Adolf Anderssen).
Degut a la Guerra francoprussiana de 1870–71, Rosenthal va marxar a Londres. Allà, el 1870/71, hi guanyà un matx contra John Wisker (+3 –2 =4).
El juliol-agost de 1873, fou 4t, rere Wilhelm Steinitz, Joseph Henry Blackburne, i Anderssen, al torneig de Viena. El 1878, empatà als llocs 7è-8è a París (els campions foren Johannes Zukertort i Szymon Winawer). El 1880, guanyà a París el primer Campionat d'escacs de França (per davant d'Albert Clerc i Jules Arnous de Rivière). El 1880, va perdre un matx contra Zukertort (+1 –7 =11) a Londres. El 1883, fou 8è al Torneig de Londres (el campió fou Zukertort). El 1887, empatà als llocs 5è-7è a Frankfurt am Main (5è Congrés de la DSB, Hauptturnier, elim.).

## D'altres activitats relacionades amb els escacs
Els resultats de Rosenthal en competició es varen veure sempre afectats per les seves activitats periodístiques, i per la mala salut. Entre 1885 i 1902, va publicar una columna d'escacs a Le Monde Illustré, i també escrivia per les publicacions La Strategie, La Vie Moderne, i d'altres revistes d'escacs franceses.

## Partides destacades
- Cecil De Vere vs Samuel Rosenthal, París 1867, Obertura Anglesa, A20, 0-1
- Adolf Anderssen vs Samuel Rosenthal, Baden–Baden 1870, obertura italiana, gambit Evans, C51, 0-1
- Joseph Henry Blackburne vs Samuel Rosenthal, Viena 1873, gambit de dama acceptat, D37, 0-1
- Samuel Rosenthal vs Henry Bird, París 1878, defensa francesa, C00, 1-0
- Wilhelm Steinitz vs Samuel Rosenthal, Londres 1883, obertura Ruy Lopez, defensa Berlinesa, C65, 0-1
- Szymon Winawer vs Samuel Rosenthal, Londres 1883, Obertura de l'Alfil, Variant Boi, C23, 0-1